# Francisco Fayos y Antony
Francisco Fayos y Antony (Valencia, 1848-Barcelona, 1904) fue un escritor español.

## Biografía
Nacido en Valencia el 6 de julio de 1848, fue autor de varias obras literarias y colaborador de periódicos literarios de su ciudad natal y Cataluña, como La Renaixensa, Revista de Manresa, La Ilustració Catalana, Lo Telefono (Gerona), Lo Centre de Llecture (Reus), La Federación, El Obrero, La Solidaridad, La Barretina, Eco de Euterpe, Eco de Barcino, L'Escut de Catalunya o El Ateneo Tarraconense de la Clase Obrera. Murió en 1904 en Barcelona.